# 6228-as mellékút (Magyarország)
A 6228-as számú mellékút egy közel negyven kilométer hosszú, négy számjegyű mellékút a Dunántúl keleti részén, a Mezőföldön, Tolna és Fejér vármegyék területén, hosszának több mint 90 százalékában az utóbbi területén halad. Dunaföldvárt (és a Dél-Alföldet) köti össze Székesfehérvár vonzáskörzetével.

## Nyomvonala
A 6-os főútból ágazik ki, annak 85+100-as kilométerszelvénye táján, a tolna vármegyei Dunaföldvár északi szélén. Északnyugati irányba indul, és teljes hosszában végig többé-kevésbé ezt az irányt követi. 3,6 kilométer után átlépi a vármegyehatárt, ahol Daruszentmiklós területére lép, majd a 3+850-ös kilométerszelvénye térségében felüljárón keresztezi az M6-os autópálya nyomvonalát, amely itt nagyjából 82,5 kilométer megtételénél tart; előtte és utána is körülbelül 100-100 méterrel egy-egy körforgalmon halad keresztül. Az első körforgalomból észak-északkeleti irányban ágazik ki a Dunaföldvár-észak–Mezőfalva csomópont Budapest felé vezető felhajtó ága (60 483) és a Pécs felől érkező forgalom lehajtó ága (60 482). A második körforgalomhoz is csak az ellenkező pályairány le- és felhajtó ágai csatlakoznak, dél-délnyugati irányból: a 60 479-es budapesti lehajtó és a 60 481-es pécsi felhajtó ág.
4,8 kilométer után éri el az út Daruszentmiklós Kisszentmiklós településrészének legelső házait, itt a települési neve Fehérvári utca (mivel Székesfehérvár ebben az irányba érhető el). A 6+150-es kilométerszelvényében beletorkollik délnyugat felől a 62 123-as út, 6,7 kilométer megtételét követően: ez Előszálláson ágazik ki a 61-es főútból, elhalad a MÁV 42-es számú Pusztaszabolcs–Paks-vasútvonalának Előszállás vasútállomása mellett, majd Daruhegy településrész központján húzódik végig. 7,8 kilométer után hagyja el az út Kisszentmiklós utolsó házait és egyben el is éri Daruszentmiklós, Mezőfalva és Baracs hármashatárát. Több kilométeren át e két utóbbi település határvonalát kíséri, elhalad Baracs Apátszállás nevű településrészének nyugati szélén, majd 11,5 kilométer után felüljáróval keresztezi az előbb említett vasútvonalat, Mezőfalva vasútállomás északkeleti végénél, és ott egyben teljesen mezőfalvai területre ér. A következő kétszáz méteren belül két út is leágazik az állomás felé, az egyik a 62 316-os, a másik a 62 801-es számozást viseli, utóbbi csak egy deltaág, az állomást a 62 316-os szolgálja ki.
A 14+450-es kilométerszelvénye közelében az út egy körforgalmú csomópontban keresztezi a Dunaújváros és Sárbogárd sárszentmiklósi városrésze közti 6219-es utat, amely itt 10,7 kilométer megtételénél jár, és egyben be is lép Mezőfalva központjának házai közé, Vörösmarty Mihály utca néven. 15,1 kilométer után egy derékszögű iránytörése következik délnyugati irányban, itt József nádor utca lesz a neve, majd néhány száz méter után szinte pontosan nyugati irányba kanyarodik, a Fehérvári utca nevet felvéve. 16,7 kilométer után hagyja el Mezőfalva lakott területét, ami után ismét visszatér az északnyugati irányhoz. Ezután elhalad a nagyközség Nagysismánd nevű külterülete mellett.
19,3 kilométer után kiágazik belőle a 6215-ös út, amely Sárbogárd kislóki városrésze, majd azon túl a városközpont felé vezet, majd, még a huszadik kilométerének elérése előtt átlép a Dunaújvárosi járásból a Sárbogárdi járásba, ezen belül Hantos területére. A 22. kilométere után ágazik ki belőle északkelet felé a Kishantos településrészre vezető alsóbbrendű bekötőút; Hantos település lakott területeit 24,8 kilométer után éri el. A település keleti szélén halad Mezőfalvi utca néven, majd mielőtt kilépne a falu belterületéről, a 25+800-as kilométerszelvénye táján kiágazik belőle a 6217-es út délnyugati irányban a faluközpont, onnan tovább Nagylók felé. A 26+600-27+300-as kilométerszelvényei között még elhalad Hantos Újtelep településrésze mellett, annak délnyugati szélén, majd nem sokkal ezután, átlép Sárosd területére, amely már a Székesfehérvári járás része.
Sárosd belterületét 30,4 kilométer után éri el, ott a Hantosi út nevet veszi fel, így keresztezi – kevéssel a 31. kilométerének elérése előtt – a 40-es számú Budapest–Pécs-vasútvonalat, Sárosd vasútállomás délnyugati szélénél. 32. kilométere közelében találkozik az Adony-Káloz közötti 6209-es úttal, amely itt kevéssel a 18. kilométere után jár, rövid közös szakaszuk következik, nyugati irányban (kilométereik azonos irányban számozódnak), Szabadság tér néven, majd a 6209-es dél felé folytatódik, a 6228-as pedig ismét északnyugati irányba indul, Fő utca néven. Legutolsó szakasza a nagyközség belterületén, egy enyhe irányváltást követően már a Seregélyesi út nevet viseli, így lép ki az út Sárosd belterületéről, 33,5 kilométer teljesítése után.
A 35. kilométere után lépi át az útjába eső utolsó település, Seregélyes határvonalát, de annak lakott területeit, 2015 augusztusa, a 62-es főút seregélyesi elkerülőjének átadása óta már nem érinti. Egy körforgalomban ér véget, a 62-es új nyomvonalába becsatlakozva, annak 30+500-as kilométerszelvénye közelében. Korábban bő másfél kilométerrel hosszabb volt, ezen belül is körülbelül egy kilométeren át Seregélyes házai között húzódott Fő utca néven, és csak ott ért véget, ahol a Fő utca találkozik a Széchenyi István utcával (2015-ig azon érkezett a 62-es a nagyközségbe); ma már az említett utak önkormányzati utaknak minősülnek.
Teljes hossza, az országos közutak térképes nyilvántartását szolgáló kira.gov.hu adatbázisa szerint 39,285 kilométer. Amíg nem adták át a 62-es seregélyesi elkerülőjét, nagyjából 41 kilométer hosszú volt a mellékút.

## Települések az út mentén
- Dunaföldvár
- Daruszentmiklós
- (Baracs)
- Mezőfalva
- Hantos
- Sárosd
- Seregélyes